# Auerbach in der Oberpfalz
Pour les articles homonymes, voir Auerbach.

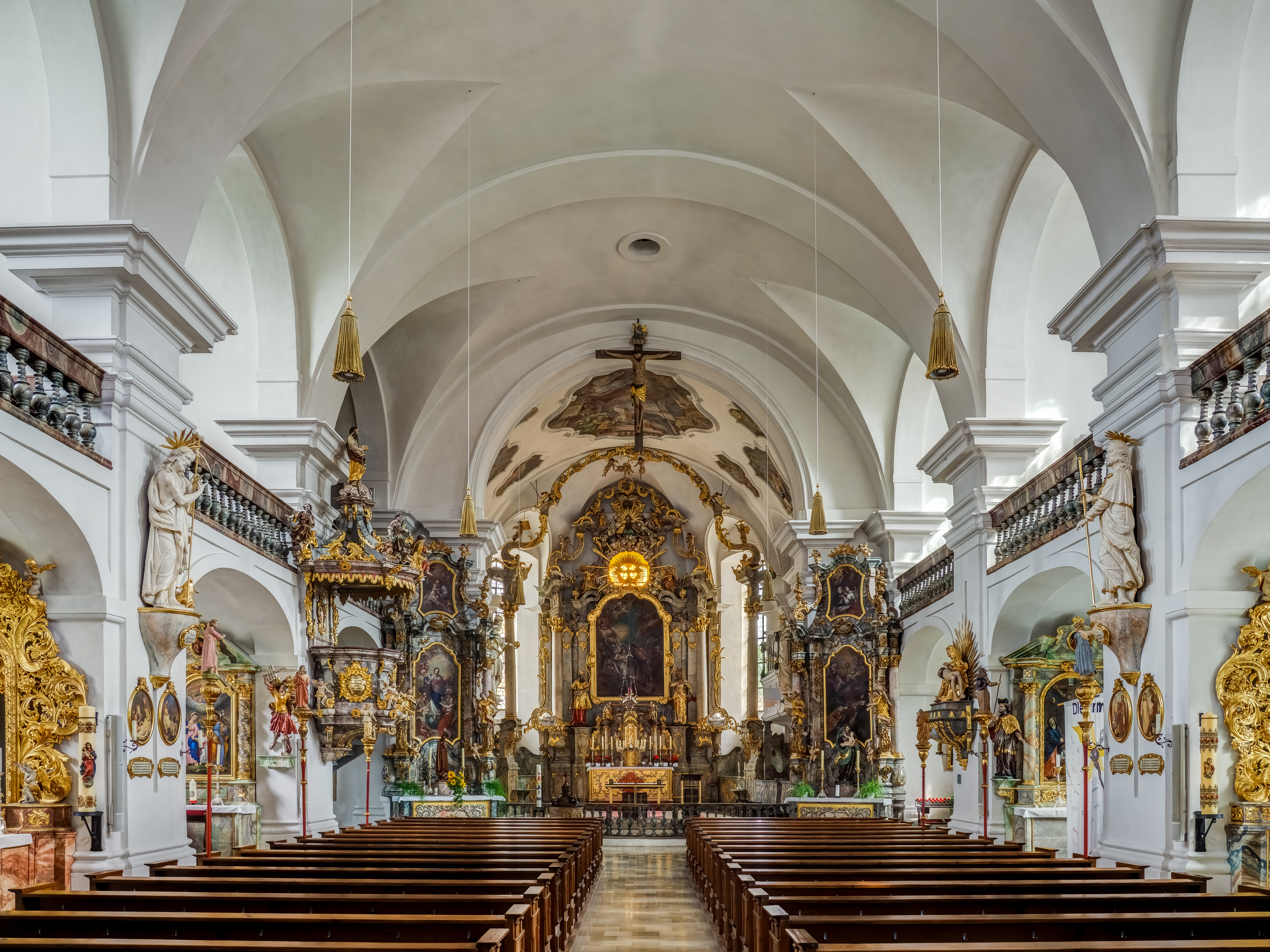
Intérieur de l'église Saint Jean Baptiste à Auerbach. Aout 2019.

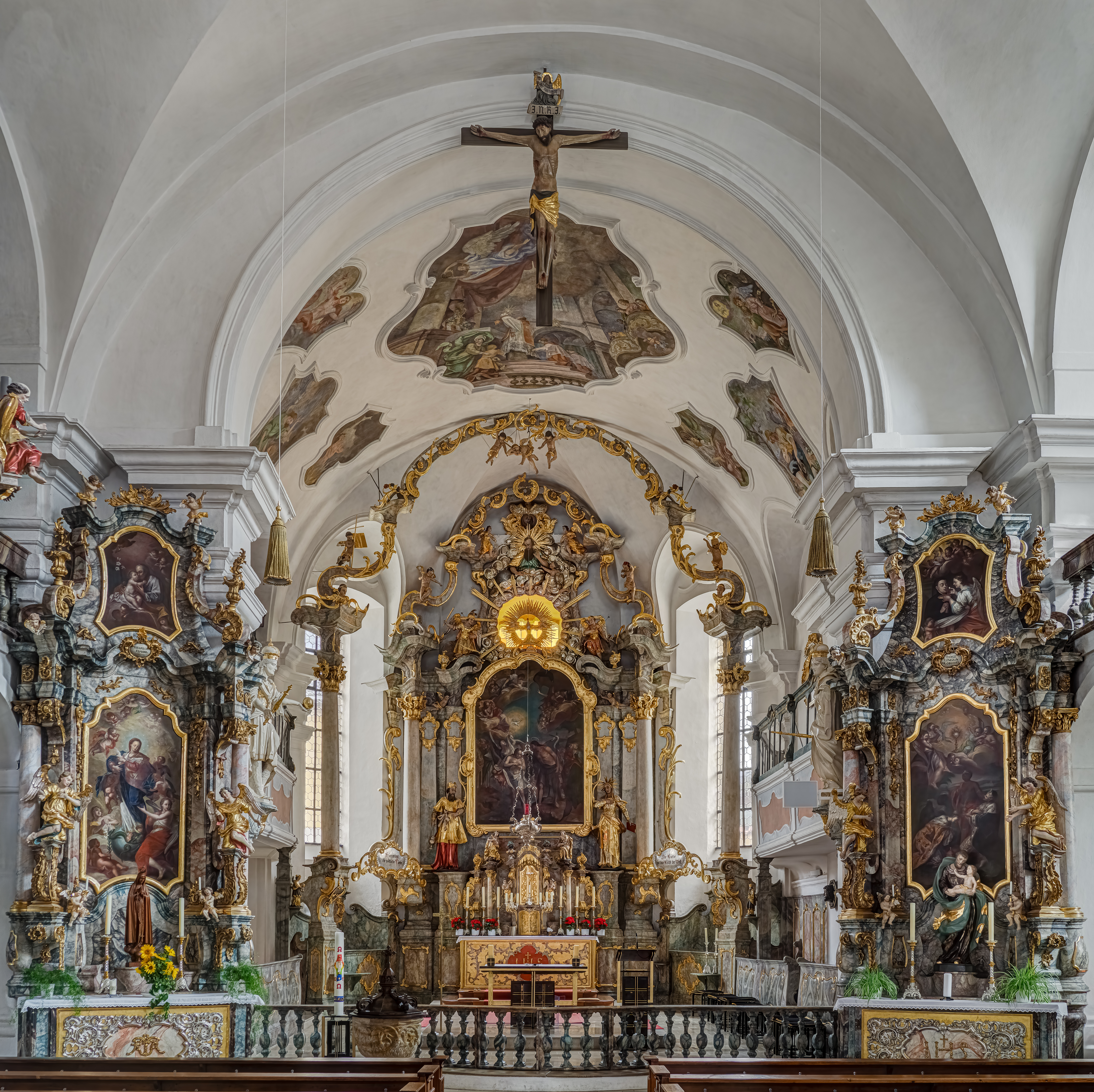
Autel de l'église Saint Jean Baptiste à Auerbach. Aout 2019.

Auerbach in der Oberpfalz est une ville allemande située en Bavière, dans l'arrondissement d'Amberg-Sulzbach et dans le district du Haut-Palatinat.

## Démographie
Ville d'Auerbach in der Oberpfalz dans ses limites actuelles :
| 1840  | 1871  | 1900  | 1925  | 1939  | 1950   | 1961  | 1970  | 1987  |
| ----- | ----- | ----- | ----- | ----- | ------ | ----- | ----- | ----- |
| 4 568 | 4 327 | 4 638 | 5 832 | 6 924 | 9 670, | 9 094 | 9 491 | 8 900 |

| 2000  | 2005  | 2009  | - | - | - | - | - | - |
| ----- | ----- | ----- | - | - | - | - | - | - |
| 9 280 | 9 131 | 8 904 | - | - | - | - | - | - |